# Wandelroute GR121

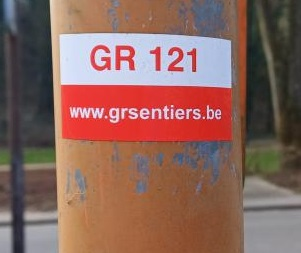
GR121

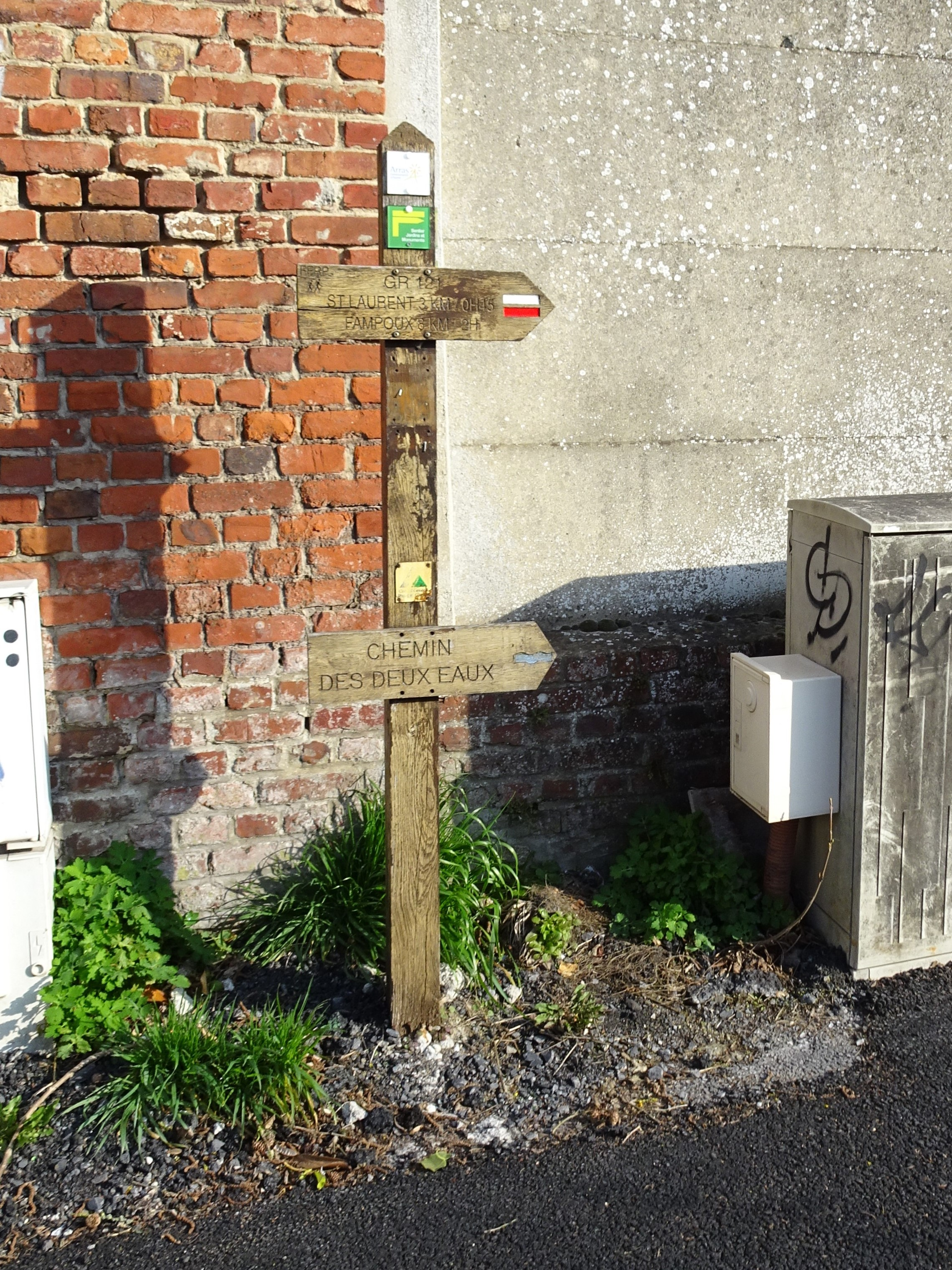

De wandelroute GR121 loopt van Luik tot Boulogne-sur-Mer. De route loopt van Waver via Nijvel en Ronquières tot Péruwelz. In Frankrijk loopt de GR121 verder via Atrecht tot Équihen-Plage aan de Opaalkust.
Sinds 2025 werd de vroegere GR579 (Luik-Brussel) opgenomen in de nieuwe GR121.